# La cambiale
La cambiale è un film italiano del 1959 diretto da Camillo Mastrocinque.
È, sostanzialmente, una sequenza di episodi interdipendenti che hanno come filo conduttore il passaggio di mano di una cambiale. Nono degli undici film di Totò diretti da Mastrocinque, La cambiale è una commedia dai tratti farseschi senza particolari intenti artistici, ma risulta interessante soprattutto per la presenza nel cast di numerosi attori di notevole caratura come Totò, Peppino De Filippo, Erminio Macario, Luigi Pavese, Aroldo Tieri, Vittorio Gassman, Lia Zoppelli, Sylva Koscina, Paolo Ferrari, Ugo Tognazzi e Raimondo Vianello.

## Trama
Il noto finanziere Pier Luigi Bruscatelli, dopo aver pagato con una cambiale da 100 000 lire, viene arrestato.
La cambiale passa di mano, a partire da due truffatori, i cugini Posalaquaglia, che la usano per pagare sei mesi di affitto al padrone di casa, il cavalier Temistocle Bisogni.
Quest'ultimo utilizza la cambiale per acquistare un cane da caccia in un negozio di animali; ad accettarla è Michele, commesso e fidanzato della sorella del proprietario del negozio di animali.
Nel negozio Michele riceve in consegna dal principe Alessio, un nobile slavo, due pastori scozzesi; conversando con il nobile, gli chiede anche indicazioni su come sedurre una donna. Immediatamente Michele applica i consigli ricevuti con una cliente francese, Odette, fingendo di essere il principe e ottenendo un appuntamento per la sera stessa.  Poiché è ormai noto l'arresto di Bruscatelli, il proprietario del negozio utilizza a sua volta la cambiale, dandola a Michele come anticipo per due mesi di stipendio.
Michele si reca poi all'appuntamento con Odette per la cena in un ristorante di lusso. Odette invita Michele a casa sua, ma dopo una notte d'amore si rivela una prostituta di alto bordo, per cui Michele è costretto a pagarla con la cambiale di Bruscatelli.
Successivamente Odette per acquistare una pelliccia di tapiro utilizza la cambiale, consegnandola ad Olimpio, commesso del negozio, con la promessa di un incontro. La proprietaria, scoprendo la cambiale, invia Alfredo, suo marito, a riconsegnarla a Odette, in modo da farsi restituire la pelliccia o farsi pagare l'importo in contanti. Però Alfredo, sedotto da Odette, si ritrova ancora in possesso della cambiale; con il coinvolgimento di Olimpio, Alfredo partecipa a un incontro di lotta in cui il vincitore riceve 100 000 lire dallo sconfitto; entrambi vengono però malmenati e, avendo perso l'incontro, sono costretti a consegnare la cambiale.
Nel periodo successivo il finanziere Bruscatelli non paga la cambiale, poiché ha saldato il proprio debito con la società con la prigione; la cambiale va perciò in protesto e ognuno dei personaggi coinvolti cerca di riavere la merce ceduta o di ottenere il denaro corrispondente.
Alla pellicceria si presenta l'ufficiale giudiziario che pretende il pagamento di una cartella esattoriale che Alfredo ha finto di aver pagato con i soldi recuperati dalla cambiale. Contemporaneamente viene presentata la cambiale protestata e così la moglie di Alfredo scopre tutto. I due coniugi hanno un feroce litigio, Alfredo viene ferito e la pelliccia di tapiro viene recuperata.
Odette si presenta alla festa di nozze di Michele e prende in pegno l'abito da sposa della sorella di Ottavio (proprietario del negozio di animali) in cambio del pagamento della cambiale. Ottavio si presenta nella tabaccheria del cavalier Bisogni, compra sigarette per centomila lire, paga con la cambiale e fa portare via la merce da Michele. Subito dopo i due sono da Odette per scambiare la merce con l'abito da sposa e nasce subito una simpatia tra Ottavio ed Odette.
Il cavalier Bisogni incontra i due cugini Posalaquaglia prima di un'udienza in tribunale e accetta di restituire la cambiale in cambio di una falsa testimonianza da parte dei due truffatori nell'udienza che sta per cominciare. Infatti Bisogni è stato accusato da Lola Capponi di averle sparato una fucilata durante una battuta di caccia; i due cugini si rendono così conto che è la stessa udienza per cui erano stati assunti come falsi testimoni da Lola. Chiamati a deporre, non potendo presentare una storia a favore di entrambe le parti, sono scoperti dal giudice e sono arrestati.
In prigione incontrano Bruscatelli, nel momento in cui viene scarcerato grazie all'intervento di un ministro. I due gli mostrano la cambiale in protesto e ottengono un'altra cambiale come rinnovo; i due cugini la lasciano in deposito al secondino per le piccole spese durante la detenzione.

## Produzione
Le riprese della pellicola iniziarono nel maggio del 1959 ma il film rischiò di non essere completato a causa dello stato di salute di Totò, uno degli interpreti principali secondo il copione originario, la cui ricorrente malattia agli occhi si aggravò improvvisamente dopo due soli giorni di lavorazione a causa della virulenza delle luci sul set. L'attore, praticamente cieco, fu costretto a sospendere le riprese a tempo indeterminato. Il regista Camillo Mastrocinque, rassegnatosi ormai a terminare il film senza la presenza di Totò, modificò la trama e continuò a girare una nuova versione del film che riduceva al minimo le scene dell'attore napoletano, completando il tutto nel giugno 1959.
Il film venne montato e presentato alla commissione di censura, ma la riduzione delle scene con Totò pesava molto sul risultato finale e la casa di produzione dell'opera, la Jolly Film, insistette affinché l'attore tornasse a finire il film. Nell'ottobre seguente, dopo cinque mesi di pausa, Totò fece ritorno sul set dietro permesso speciale dei suoi medici con l'intenzione di effettuare una settimana di nuove riprese. Mastrocinque girò quindi delle scene suppletive con Totò e con Peppino De Filippo, che venne scritturato appositamente dato che inizialmente la sua presenza non era prevista nel cast originale della pellicola. Il film, con l'aggiunta delle nuove scene, venne quindi rimontato e uscì nei cinema alla fine di novembre.

## Censura
Il film ebbe diversi problemi con la censura dell'epoca. La commissione del Ministero dello Spettacolo ebbe da ridire su alcune scene del film ritenute troppo audaci, ordinando di modificare quelle dove il personaggio di Sylva Koscina scopre troppo una gamba per provare una giarrettiera e quando per sedurre Tognazzi, togliendosi il soprabito, si mostra di spalle a schiena nuda dando ad intendere di essere completamente nuda; ed infine di eliminare un'intera scena con Vittorio Gassman e Georgia Moll girata sull'Appia Antica dove era troppo evidente che i due avrebbero finito per appartarsi.